# 扎博洛特亞 (科韋利區)
51°24′8″N 24°7′45″E / 51.40222°N 24.12917°E
扎博洛特亞（烏克蘭語：Заболоття），是烏克蘭西部沃倫州科韋利區霍洛夫内市镇的村落。面積2.69平方公里，海拔高度176米，2001年人口686，人口密度每平方公里255.02人。